# 1911 en Australie
Chronologie de l'Australie
- 1907
- 1908
- 1909
- 1910
- 1911
- 1912
- 1913
- 1914
- 1915

Cette page concerne les évènements survenus en 1911 en Australie  :

## Évènement
- Recensement de l'Australie (en)
- Sécheresse en Australie (1911-1916) (en)
- 3 octobre : Élections législatives en Australie-Occidentale

## Arts et littérature
- Hans Heysen remporte le prix Wynne avec Hauling Timber.

### Sortie de roman
- Gambler's Gold (en) d'Arthur Wright (en).
- Jonah (en) de Louis Stone (en).

## Sport
- Championnat d'Australie de 1911 (en) (football)

## Naissance
- Joh Bjelke-Petersen, personnalité politique.
- Mick Cronin (en), footballeur.
- Richard Garrard, lutteur.
- Nora Heysen, peintre.
- Jack Pizzey (en), personnalité politique.
- Hal Porter (en), romancier.
- Mervyn Waite (en), joueur de cricket.

## Décès
- George Sydney Aldridge (en), homme d'affaires.
- William Astley (en), écrivain.
- Rosetta Jane Birks (en), suffragette.
- George Edwards (en), personnalité politique.
- Norman Selfe, ingénieur et architecte naval.